# Jimmy Bennington

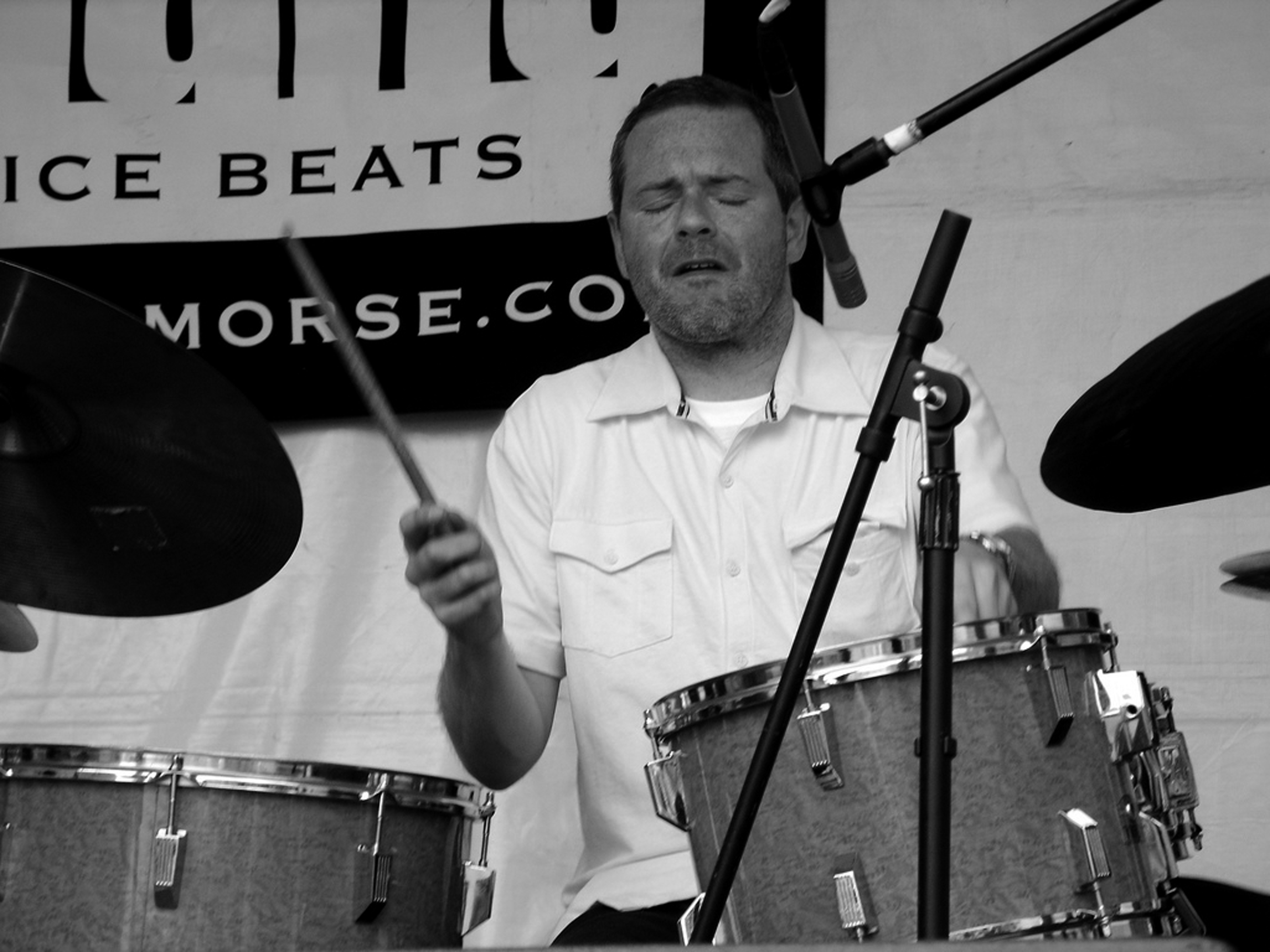
Jimmy Bennington (2012)

Jimmy Bennington (* 22. Mai 1970 in Columbus, Ohio) ist ein US-amerikanischer Jazz-Schlagzeuger.

## Leben und Wirken
Bennington wuchs in Detroit auf; 1979 zog seine Familie nach Houston. Er lernte zunächst Klarinette, bevor er mit 14 Jahren zum Schlagzeug wechselte. Während seiner Highschoolzeit spielte er im Marsch- und Konzertbands, als Sideman und leitete eine eigne Gruppe. Seine Karriere begann  in der texanischen Jazz- und Bluesszene mit Musikern wie Kinney Abair, Tex Allen und G. T. Hogan. In dieser Zeit wurde Malcolm Pinson ein Freund und Mentor; außerdem hatte er ab 1995 Unterricht bei Elvin Jones, für den er 2000–02 auf dessen Tourneen als Bandmanager und Schlagzeugtechniker tätig war. Im Laufe seiner Karriere spielte er außerdem mit Perry Robinson, Renée Baker, David Haney, Jim Baker, Steve Cohn, Pete Drungle, Julian Priester, Michael Vlatkovich, Jeb Bishop, Daniel Carter, Bert Wilson, John Gross, Fred Jackson, Josh Berman, Demian Richardson, John Stowell, Ava Mendoza und Ed Schuller. Im Bereich des Jazz war er zwischen 1996 und 2012 an 12 Aufnahmesessions beteiligt.
Gegenwärtig leitet Bennington die Formation Colour and Sound, mit den Saxophonisten Fred Jackson, Artie Black, Dustin Laurenzi und Mike Harmon (Kontrabass).

## Diskografische Hinweise
- Jimmy Bennington Colour and Sound: Gallery Cabaret  (2006, ed. 2022, mit Jim Baker, Cory Biggerstaff, Paul Hartsaw)
- Jimmy Bennington, Steve Cohn, Ed Schuller New Jersey Freebie (Slam Productions 2019)
- The Walk to Montreuil (Cadence Jazz Records, 2010, mit Jobic Le Masson, Benjamin Duboc)
- Jimmy Bennington/Perry Robinson The Spirits at Belle's (Cadence Jazz Records 2009, mit Mathew Golombisky, Daniel Thatcher)
- Another Friend: The Music of Herbie Nichols (ThatSwan! 2009, mit David Haney, Michael Bisio)
- Jimmy Bennington/Julian Priester Portraits and Silhouettes  (That Swan!, 2007)
- Our Dialogue, Vol. 5 (ATS Enterprises, 2006)
- Midnight Choir (OA2 Records, 1996)